# Bạch tuộc Argonaut
Bạch tuộc Argonaut (Danh pháp khoa học: Argonauta) là một chi bạch tuộc trong họ Argonautidae, trong chi này có các loài bạch tuộc có khả năng kỳ lạ, có thể tự tháo rời dương vật của mình.

## Đặc điểm
Bạch tuộc Argonaut chúng là những loài động vật thân mềm sống trong một chiếc vỏ do mình tự tạo ra, là loài sinh vật biển bơi thông qua lực đẩy phản lực. Chúng sử dụng vòi phun khỏe mạnh phun nước qua một cái phễu trong lớp vỏ tạo lực đẩy. Những con bạch tuộc đực thường dài vài centimet, chỉ bằng khoảng 10% kích thước của cá thể cái. Vì cấu tạo kích thước chênh lệch giữa hai giới nhiều.
Đây là loài bạch tuộc có dương vật thuộc dạng kỳ quái nhất. Loài bạch tuộc kỳ lạ có thể tháo rời bộ phận sinh dục. Các cá thể đực sẽ phát triển một xúc tu có thể biến đổi trong một bao da nhỏ dưới mắt. Đến thời điểm thích hợp, chúng sẽ nổ tung ra khỏi khoang chứa và bơi qua cá thể cái, gắn vào lớp vỏ của nó bằng ống hút và chúng sẽ chuyển động theo cách riêng vào bên trong.
Thay vì giao phối trực tiếp với nhau, con đực chỉ đơn giản tự cắt bỏ cánh tay có chứa tinh trùng và để nó tự bơi lại thụ tinh với trứng của con cái. Các con đực sẽ chết ngay sau khi ném xúc tu của mình vào cá thể nữ. Đây là một hiện tượng bất thường ở động vật thân mềm, những con cái sẽ không chết và tiếp tục phát triển và sinh sản.